# Statue dei donatori del duomo di Naumburg
Le statue dei donatori del duomo di Naumburg (in tedesco Naumburger Stifterfiguren) costituiscono un celebre ciclo scultoreo composto da dodici figure a grandezza naturale, scolpite in pietra tra il 1245 e il 1250 e collocate nel coro occidentale del duomo di Naumburg. Sono opera del cosiddetto Maestro di Naumburg, artista anonimo tra i protagonisti della scultura gotica tedesca.
Il ciclo raffigura sei coppie di nobili personaggi, identificati dalla tradizione come aristocratici fondatori dell'antico vescovado di Zeitz–Naumburg. Le statue si distinguono per il loro eccezionale realismo fisionomico, per l'intensità espressiva e per il rapporto innovativo che instaurano con lo spazio architettonico circostante. Universalmente riconosciute come uno dei vertici dell'arte medievale tedesca, le Stifterfiguren hanno goduto, a partire dal XIX secolo, di un'importante riscoperta critica, divenendo oggetto di numerosi studi e simbolo di un ideale cavalleresco, cortese e cristiano della Germania medievale.
Tra le dodici statue, è particolarmente nota quella di Uta di Ballenstedt, celebre per l'eleganza austera del volto e del gesto, divenuta nel tempo un'icona della bellezza femminile medievale tedesca.

## Storia

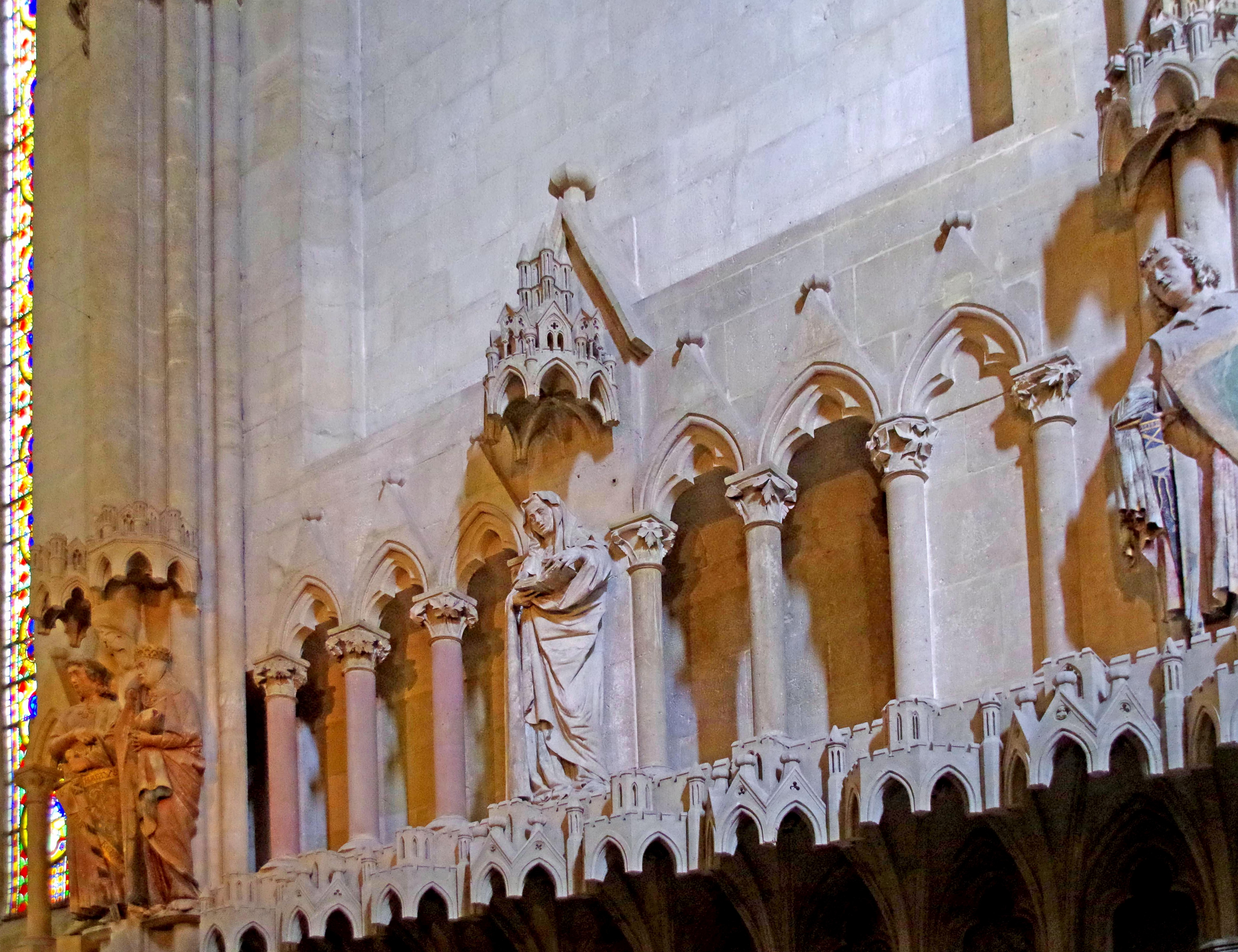
A sinistra la coppia di Ekkehard e Uta, al centro Gepa e a destra Dietrich

Il ciclo fu scolpito durante la costruzione del nuovo coro occidentale della cattedrale. La critica storica ne assegna l'esecuzione al cosiddetto Maestro di Naumburg, anonimo quanto valente sculture formatosi in Francia e attivo in Germania centrale. Non è comunque possibile affermare con certezza quali statue siano state realizzate prima e quali per ultime. Il committente fu probabilmente il vescovo Dietrich II von Meißen. Le statue erano destinate a onorare i fondatori secolari del vescovado, ormai defunti da due secoli. L'unità di concezione e forma del coro occidentale fa supporre che il Maestro abbia lavorato contemporaneamente come architetto e scultore.
Le sculture dei donatori erano originariamente decorate con una vivace policromia, che contribuiva alla loro intensa resa espressiva. Nel 1518 le statue furono oggetto di una nuova colorazione, come attestato da una fattura conservata nell'archivio della cattedrale di Naumburg. Questo intervento è documentato con precisione e coincide con una fase di ristrutturazione del coro occidentale. La nuova stesura cromatica, più sobria rispetto alla prima, ha influenzato profondamente la percezione del ciclo scultoreo fino all'età contemporanea.
Collocate su mensole tra le colonne del coro, le dodici figure originarie sono oggi integralmente conservate e visibili nella loro posizione originaria.

## Identificazione
La fonte primaria per l'identificazione delle figure è una lettera del committente vescovo Dietrich II von Meißen, datata al 1249, che elenca i principali fondatori della cattedrale di Naumburg. Il documento riporta testualmente i seguenti nomi, confermando la commemorazione di alcuni membri della nobiltà turingia e sassone del XI secolo: «Hermannus marchio, Regelyndis marchionissa, Eckehardus marchio, Uta marchionissa, Syzzo comes, Conradus comes, Wilhelmus comes, Gepa comitissa, Berchta comitissa, Theodoricus comes, Gerburch comitissa».
Altri tre donatori sono menzionati nelle mortuologie di Naumburg: Timo von Kistritz/Köstritz, il conte Dietmar e la contessa Adelheid.
Più complesso, invece, individuare quale statua rappresenti ognuno dei donatori. L'elenco seguente riporta la tradizione consolidata, ma l'identificazione precisa di alcune figure è ancora oggetto di discussione nella critica moderna, soprattutto per le statue prive di iscrizione.
Lato nord (parete di destra guardando verso il coro occidentale, procedendo verso il coro)
- Dietrich conte di Brehna;
- Gepa (o Adelheid, badessa di Gernrode);
- Ekkehard II, margravio di Meißen (iscrizione sullo scudo: "ECHARTVS MARCHIO") in coppia con Uta di Ballenstedt, sua moglie. Uta, con mantello alzato fino al mento e sguardo distaccato, è la figura più celebre del ciclo: un simbolo della nobiltà tedesca medievale, tanto da essere definita "la più bella donna del Medioevo"[6].

Lato sud (parete di sinistra guardando verso il coro occidentale, procedendo verso il coro)
- Gerburg (o Berchta);
- Konrad Graf von Landsberg (testa e braccio destro sono aggiunte del XIX secolo), raffigurato con atteggiamento protettivo;
- Hermann I, margravio di Meißen, fratello di Ekkehard, in coppia con Regelinda (Reglindis), sua moglie, figlia del re polacco Boleslao I di Polonia. Reglindis è soprannominata die lachende Polin ("la polacca che ride") per il suo enigmatico sorriso e la provenienza slava[7].

Coro (in senso orario, da sinistra a destra)
- Dietmar, conte (iscrizione sullo scudo: "DITMARVS COM(T)ES OCCISVS", ossia Il conte Dietrich, che fu ucciso);
- Syzzo, conte di Kevernburg (iscrizione sullo scudo: "SYZZO COM(T)ES DO" traducibile in Syzzo, conte di Turingia o Conte Syzzo, il fondatore);
- Wilhelm, conte di Camburg (iscrizione sullo scudo: "WILHELMVS COM(T)ES VNVS FVNDATORVM", ossia Conte Wilhelm uno dei fondatori);
- Timo, conte di Kistritz (iscrizione sullo scudo: "TIMO DE KISTERICZ QVI DEDIT ECCLESIE SEPTEM VILLA", ossia Timo di Kistritz che donò a questa chiesa sette villaggi).

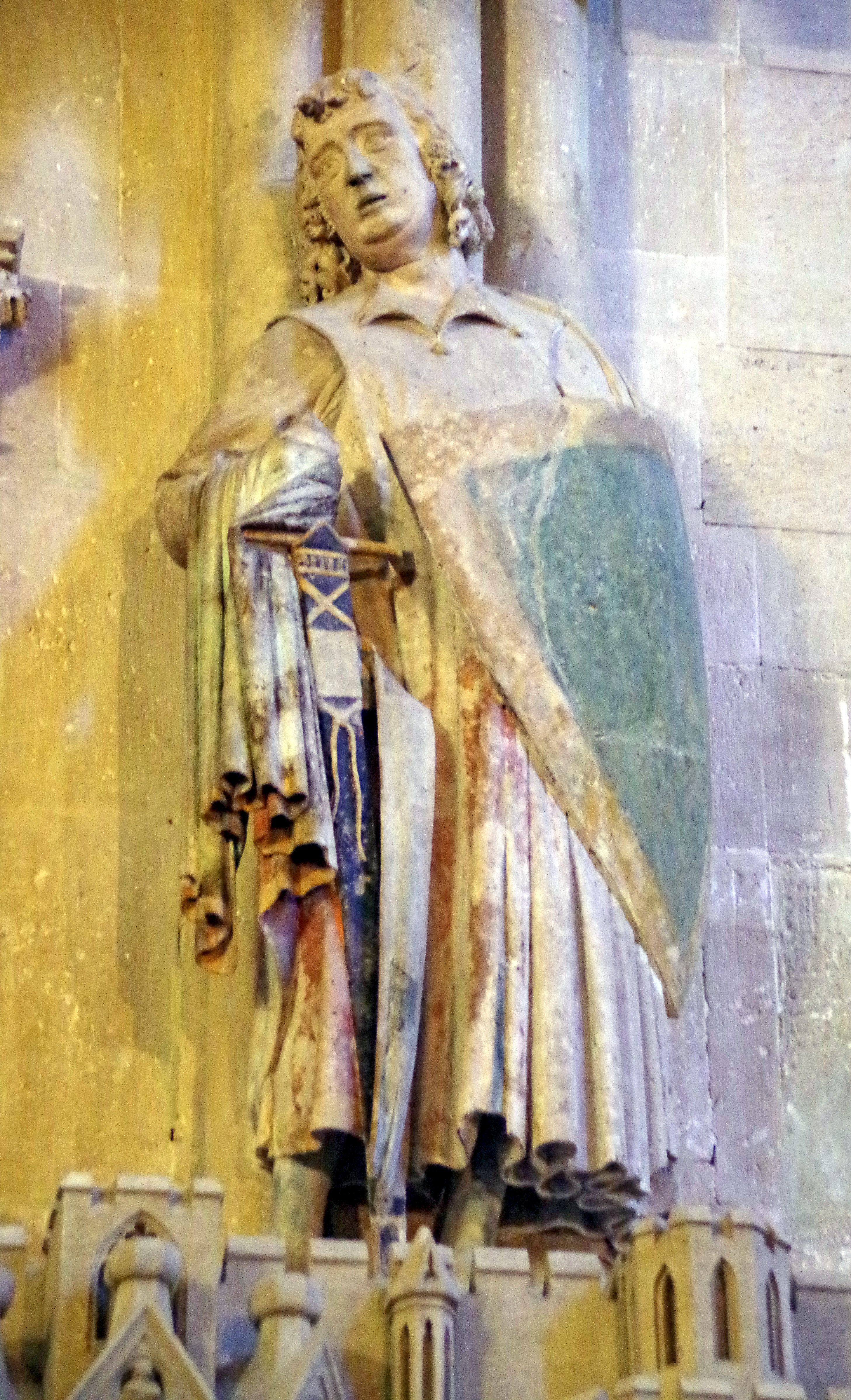
Dietrich von Brehna
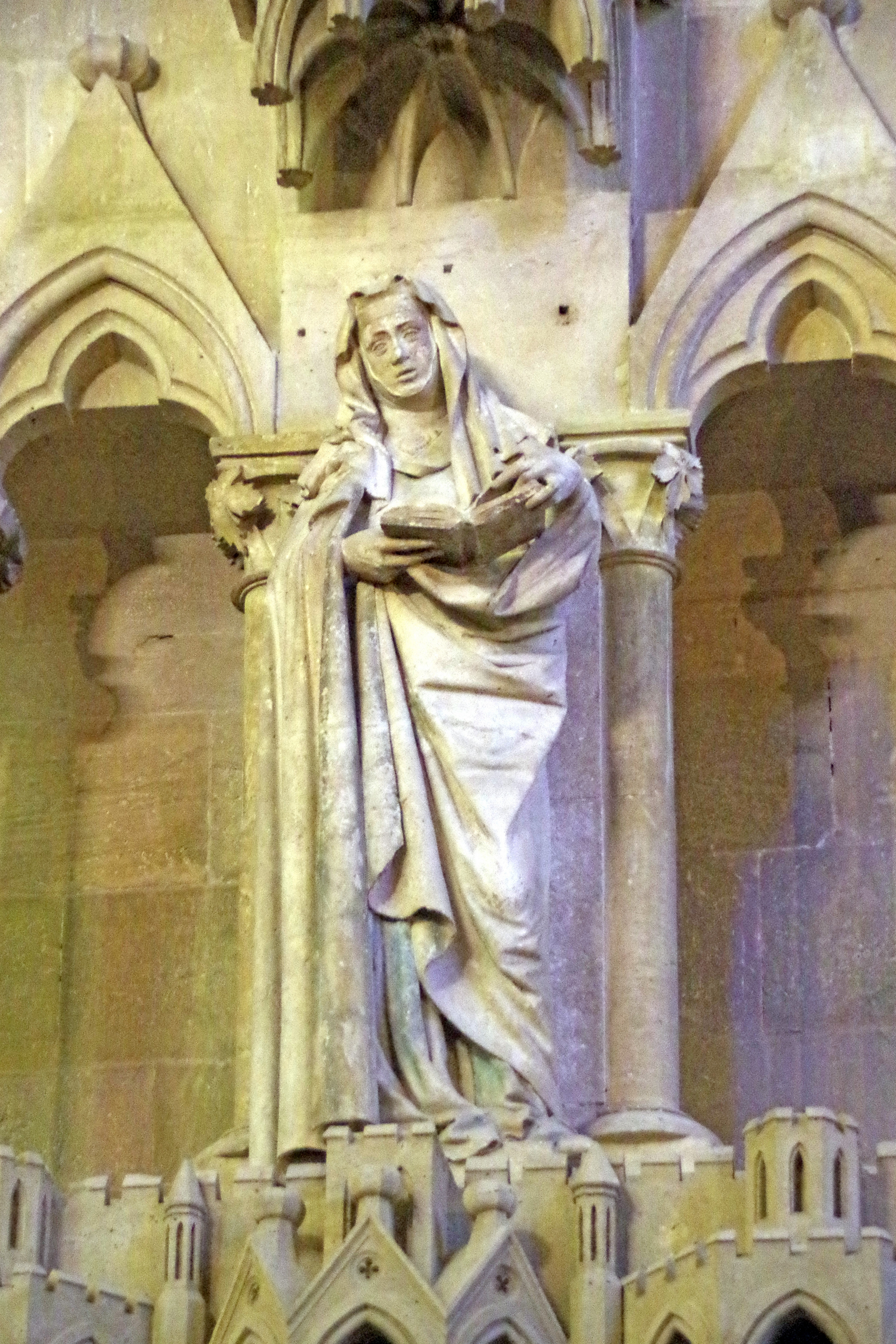
Gepa di Gernrode
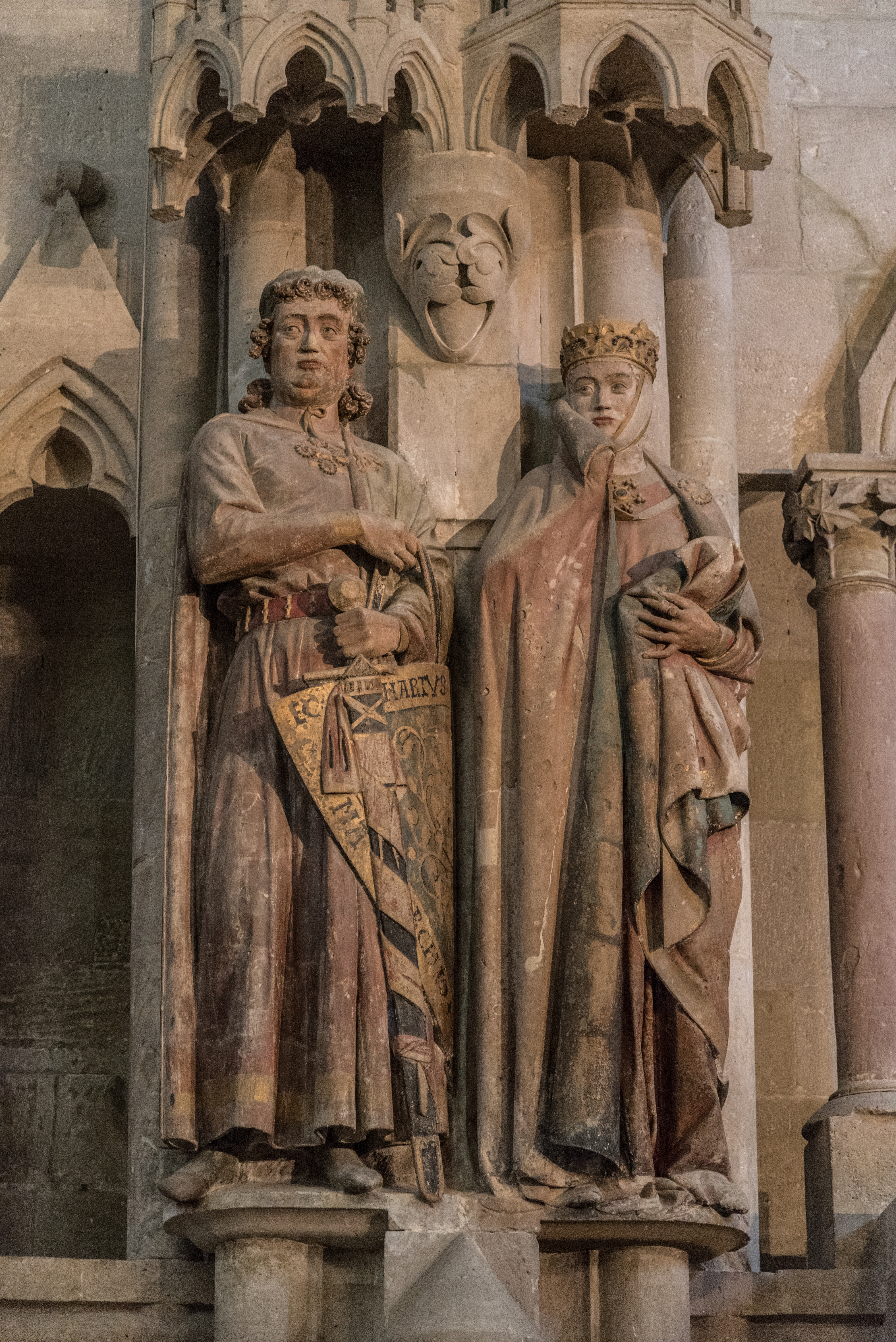
Ekkehard II di Meißen e Uta di Ballenstedt
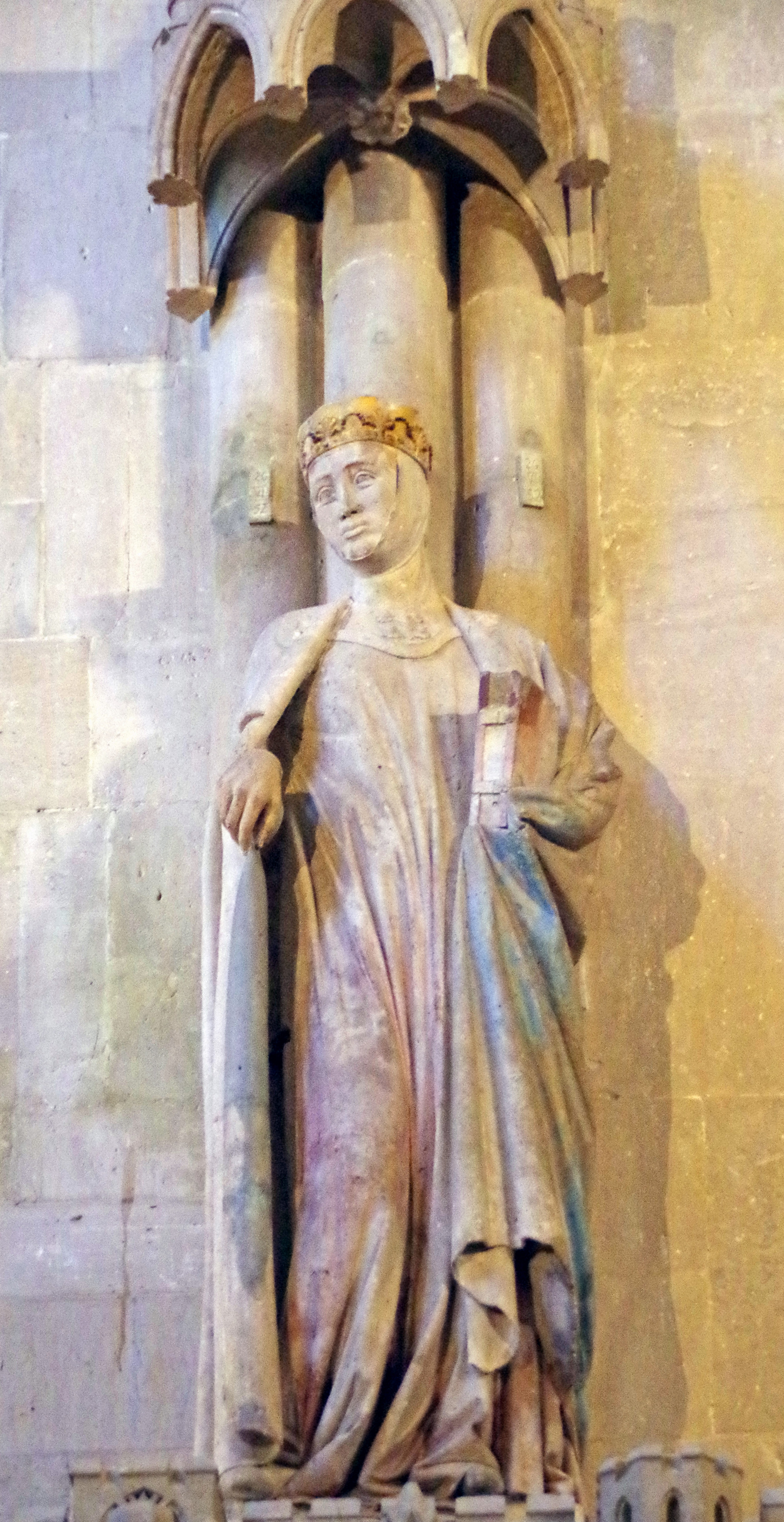
Gerburg
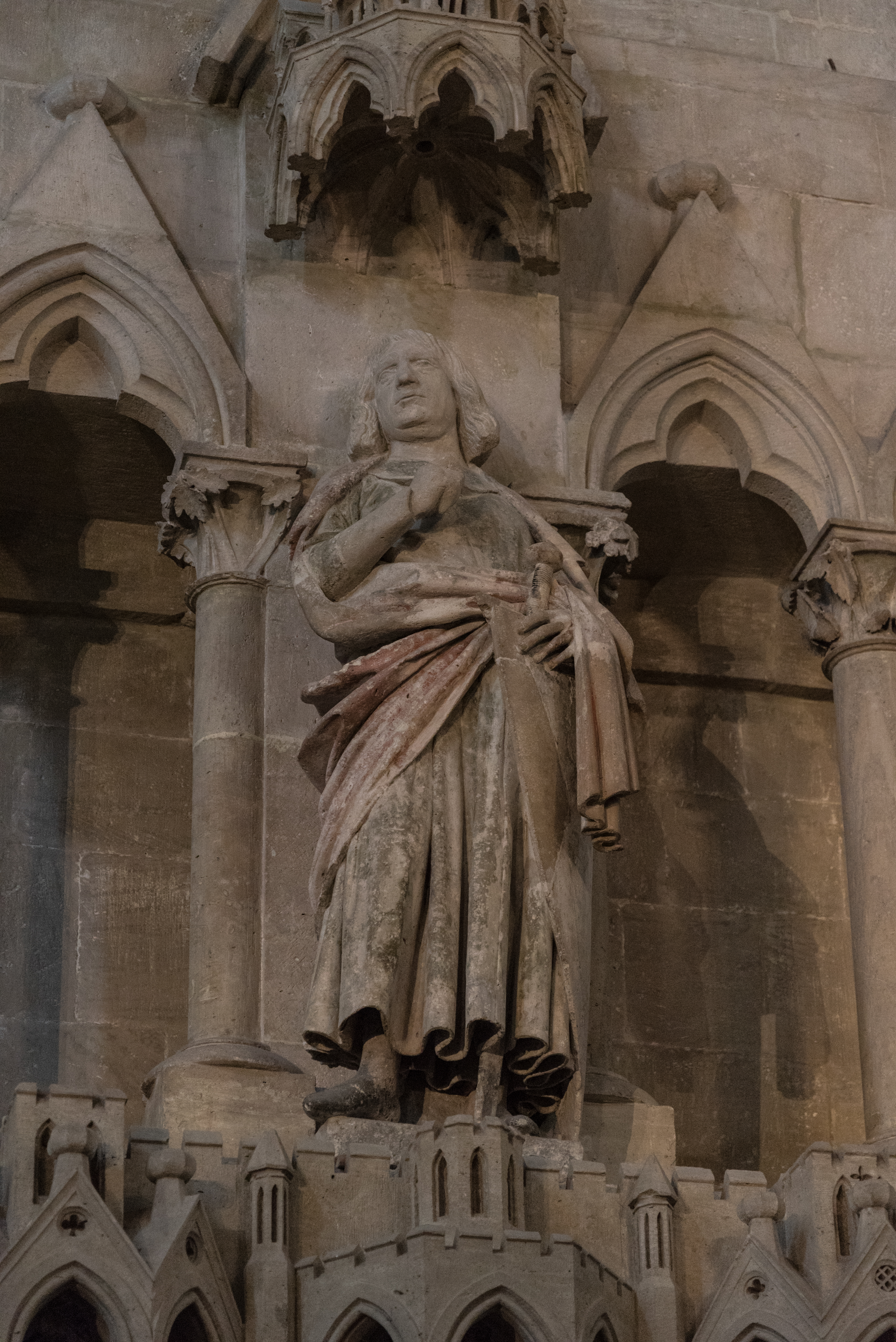
Konrad Graf von Landsberg
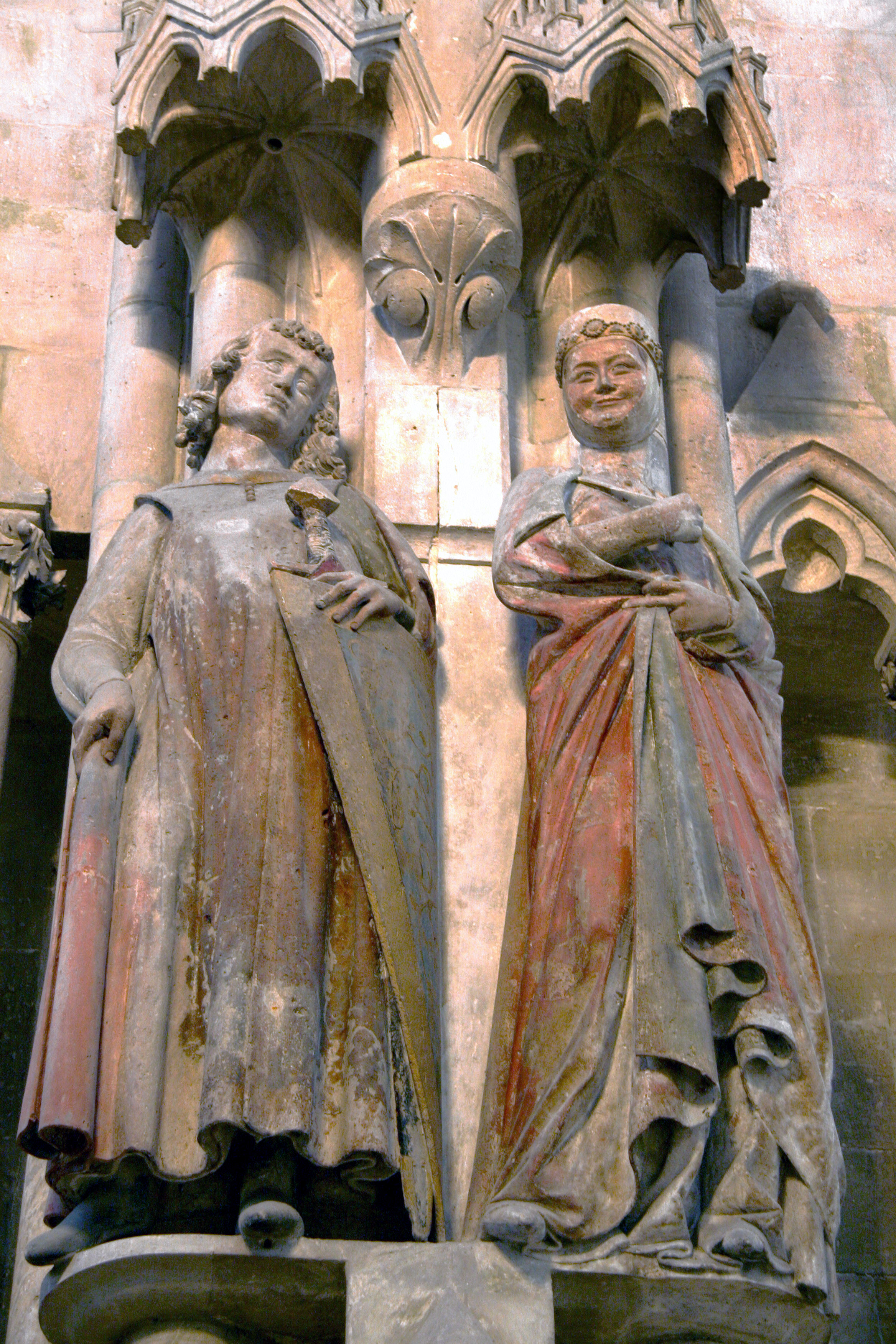
Hermann I di Meißen e Regelinda di Polonia
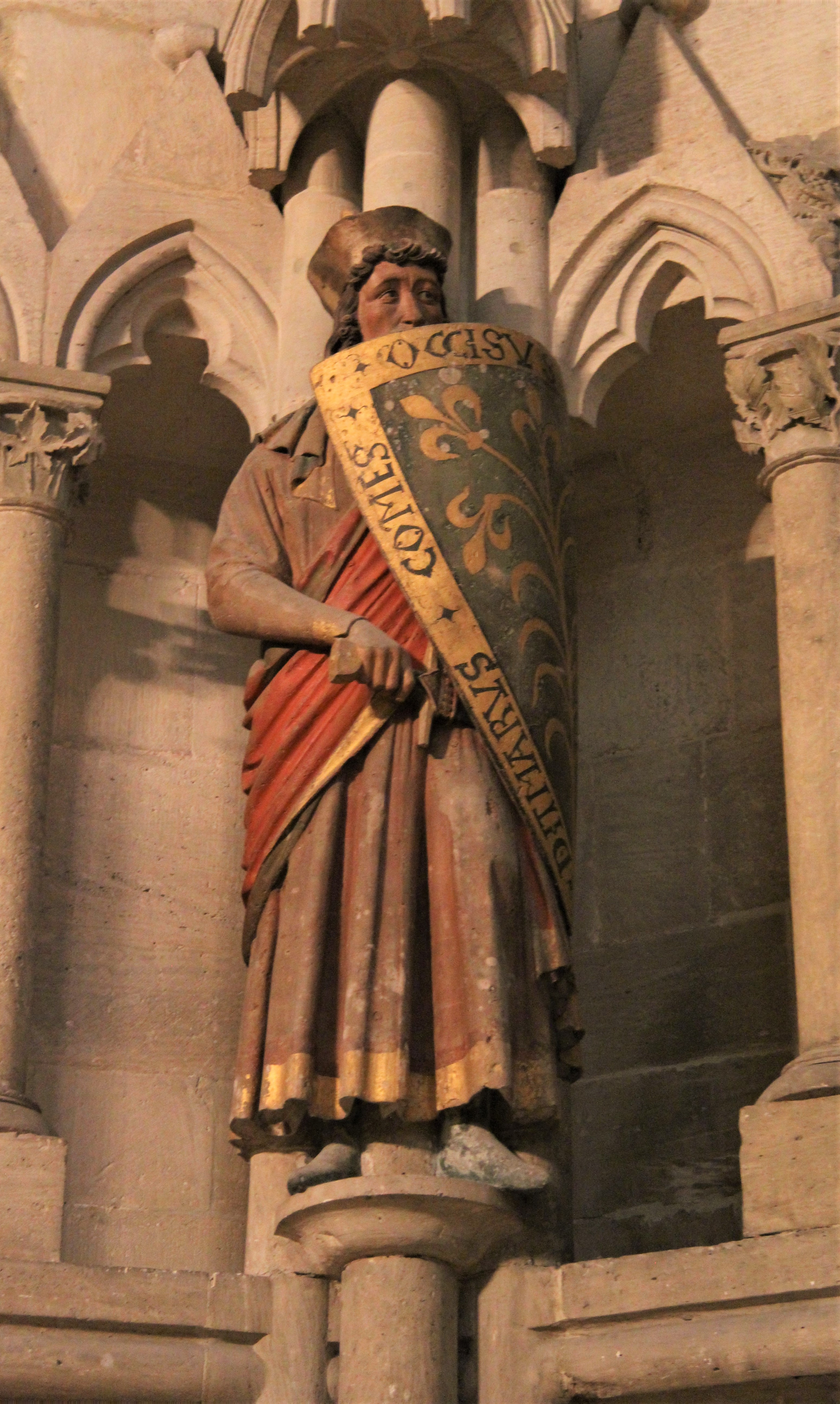
Dietmar
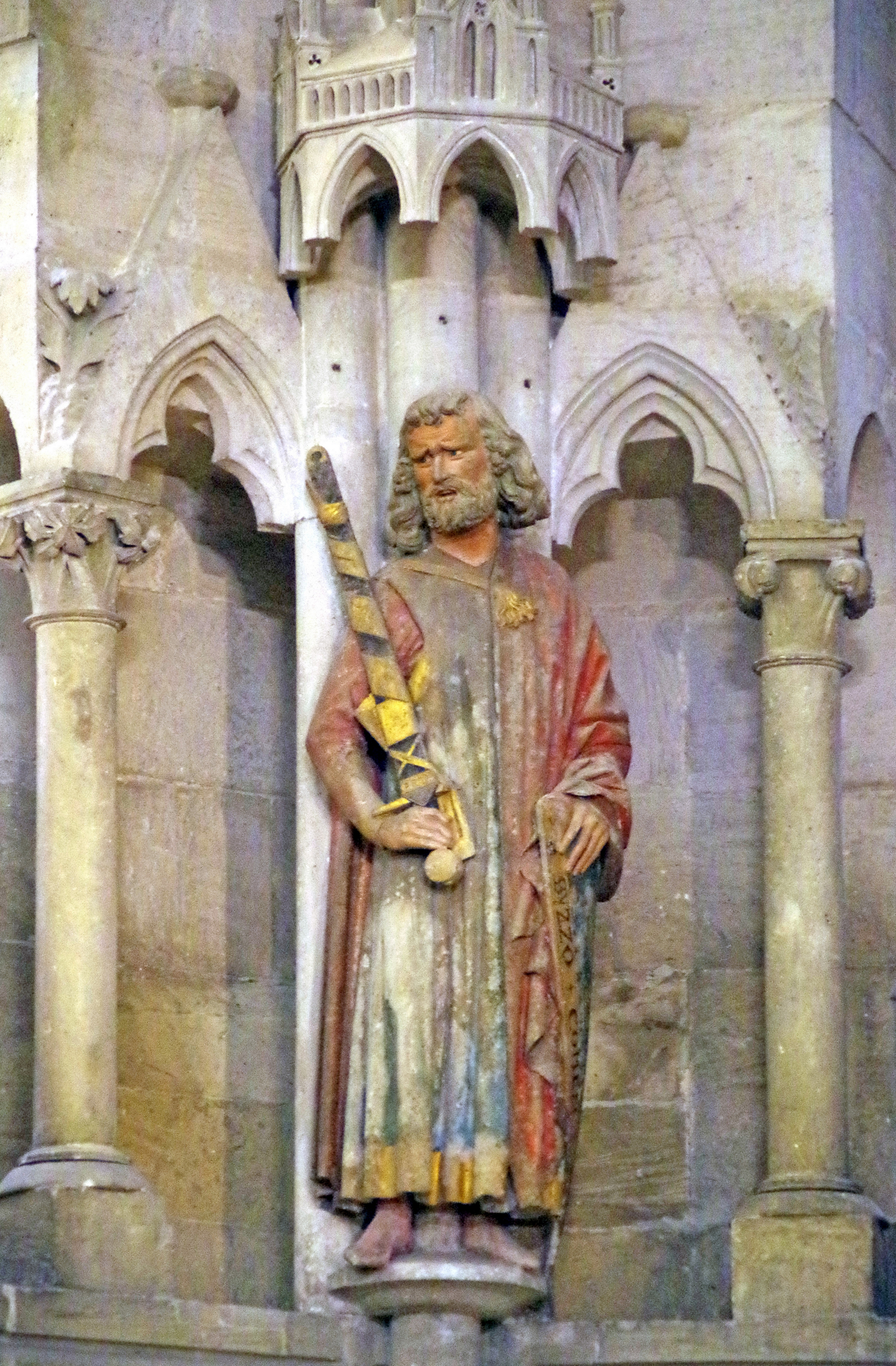
Syzzo von Kevernburg
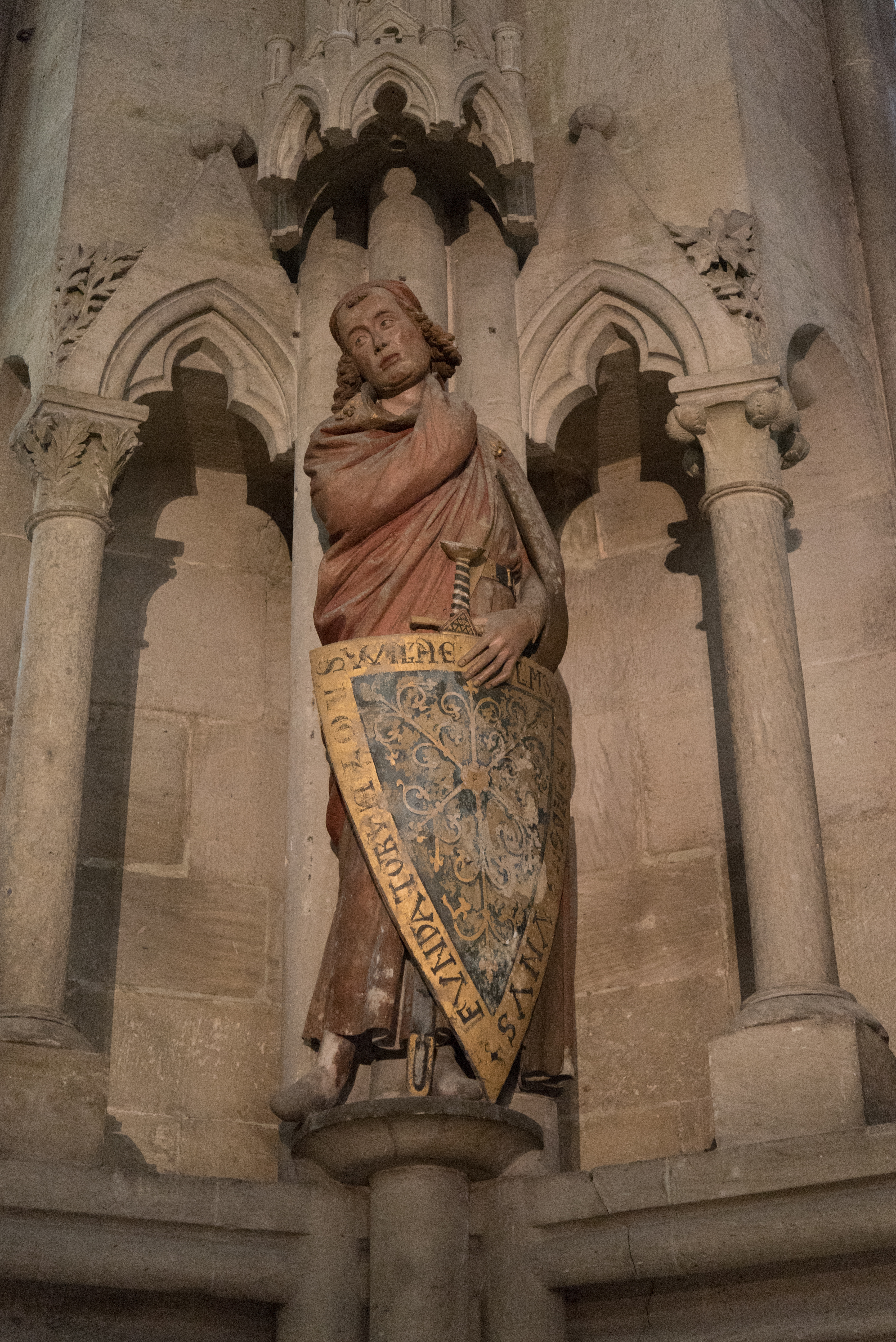
Wilhelm von Camburg
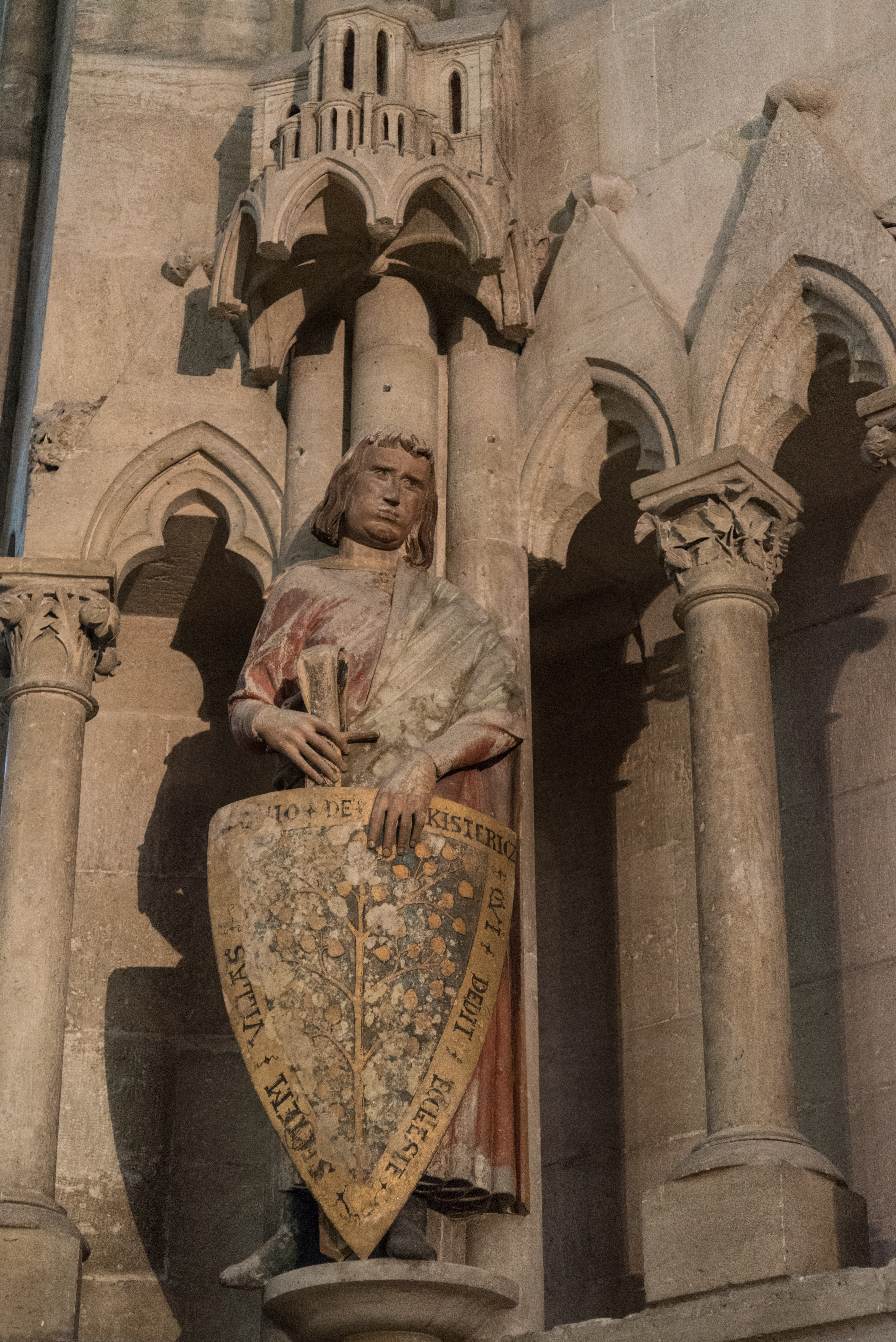
Thimo von Kistritz

Osservando gli alberi genealogici dei personaggi raffigurati, si nota che la maggior parte di essi sono lontanamente imparentati con il costruttore, il vescovo Dietrich II von Meißen. Tuttavia, il rapporto con il vescovo non può essere stata l'unica ragione per onorarli in modo così vistoso. La singolare rappresentanza dei laici in un luogo altrimenti riservato solo ai santi potrebbe essere spiegata dai grandi servizi da loro resi alla cattedrale. Le statue dei donatori sostituirono probabilmente le tombe degli stessi che dovettero essere abbandonate durante la ricostruzione tardo romanica della cattedrale.
Il principale motivo della loro collocazione d'onore è verosimilmente da ricondurre al desiderio dell'alto clero di Naumburg di commemorare solennemente, durante le celebrazioni annuali, i fondatori della chiesa. Questi ultimi, appartenenti all'alta nobiltà e principali benefattori dell'istituzione ecclesiastica, dovevano fungere da esempio per i futuri donatori, ma anche da garanti della legittimità dei beni della chiesa. Le statue, partecipando simbolicamente alla liturgia da uno spazio riservato ai santi, stabiliscono quindi un legame tra vivi e defunti, inserendoli in una comunità spirituale universale. In questo modo, i fedeli presenti alla celebrazione terrena si univano ai fondatori, per i quali si pregava costantemente e ai quali era già promesso un posto in paradiso.
Il ciclo è stato deliberatamente organizzato in modo contrapposto. Al centro si trovano le due coppie di donatori principali, posizionati uno accanto all'altro, a coppie. Ciò conferisce loro un peso maggiore rispetto alle singole figure isolate. A loro era inoltre assegnato il posto più onorevole nel coro, subito a lato dell'altare maggiore.

## Descrizione e stile

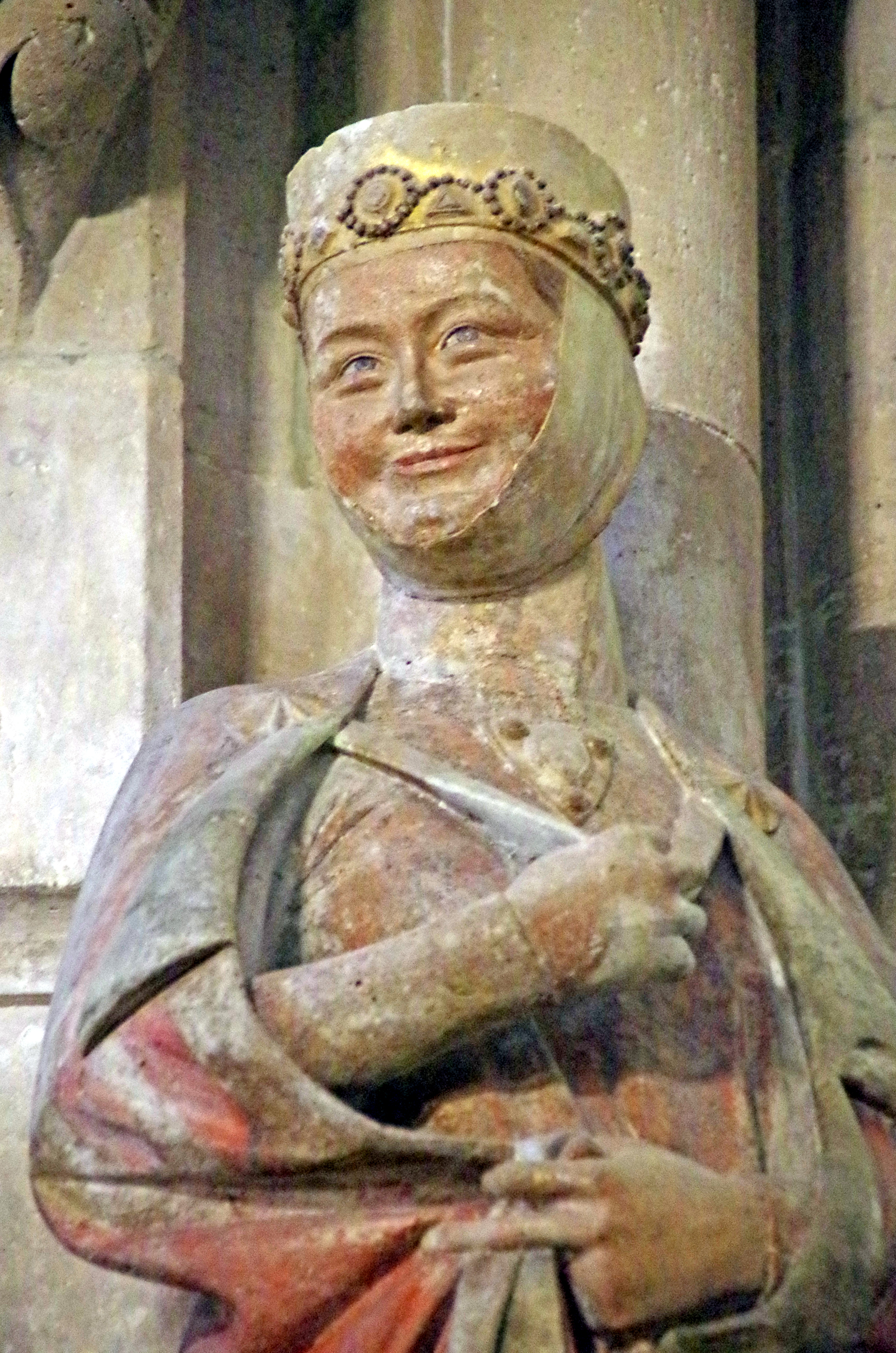
Dettaglio di Reglindis, die lachende Polin ("la polacca che ride")

Le statue, scolpite in pietra arenaria e alte circa 180 cm, sono collocate sotto baldacchini e mostrano una varietà sorprendente di espressioni, posture e abiti. Abiti, armi e gioielli indossati sono tipici del XIII secolo. L'insieme forma un ciclo unitario che alterna coppie maschili e femminili, ciascuna rappresentata con precisa individualità.
Le Stifterfiguren rappresentano l'apice della scultura gotica tedesca per naturalismo e introspezione psicologica. Il Maestro di Naumburg fonde influenze della scultura gotica francese (forse assimilate nei cantieri delle cattedrali di Chartres e Reims) con elementi dell'arte tedesca turingia e sassone. Il ciclo esprime un forte realismo e una profonda attenzione alla realtà umana e ai sentimenti, pur conservando elementi idealizzanti tipici del gotico. La resa dei panneggi, la gestualità, la tensione psicologica tra le figure e la loro relazione con lo spazio architettonico li rendono un unicum nel panorama europeo.
Poiché le figure dei donatori erano già morte duecento anni prima al momento della loro creazione, le statue non ritraggono i loro soggetti ma appaiono piuttosto come personalità caratterizzate individualmente.
Lo spazio in cui sono inserite le statue fu concepito in modo unitario per fondere architettura, scultura e liturgia in un complesso coerente e simbolicamente articolato. Le figure sono collocate lungo le pareti laterali, ciascuna all'interno di nicchie sormontate da baldacchini architettonici e affiancate da colonnine, in una sequenza ritmata che accentua la verticalità dello spazio corale.
Questo apparato scultoreo non è un'aggiunta posteriore ma parte integrante del progetto del Maestro di Naumburg, che ha modellato lo spazio architettonico per accogliere le statue in modo organico. Le figure dialogano visivamente con l'altare, lo spazio liturgico e le vetrate istoriate, rafforzando la funzione commemorativa e spirituale dell'ambiente. L'effetto scenico è intensificato dalla luce proveniente dalle alte finestre del cleristorio, che illumina le statue in modo drammatico, conferendo loro una presenza quasi teatrale nel cuore del coro.

## Modelli e influenze

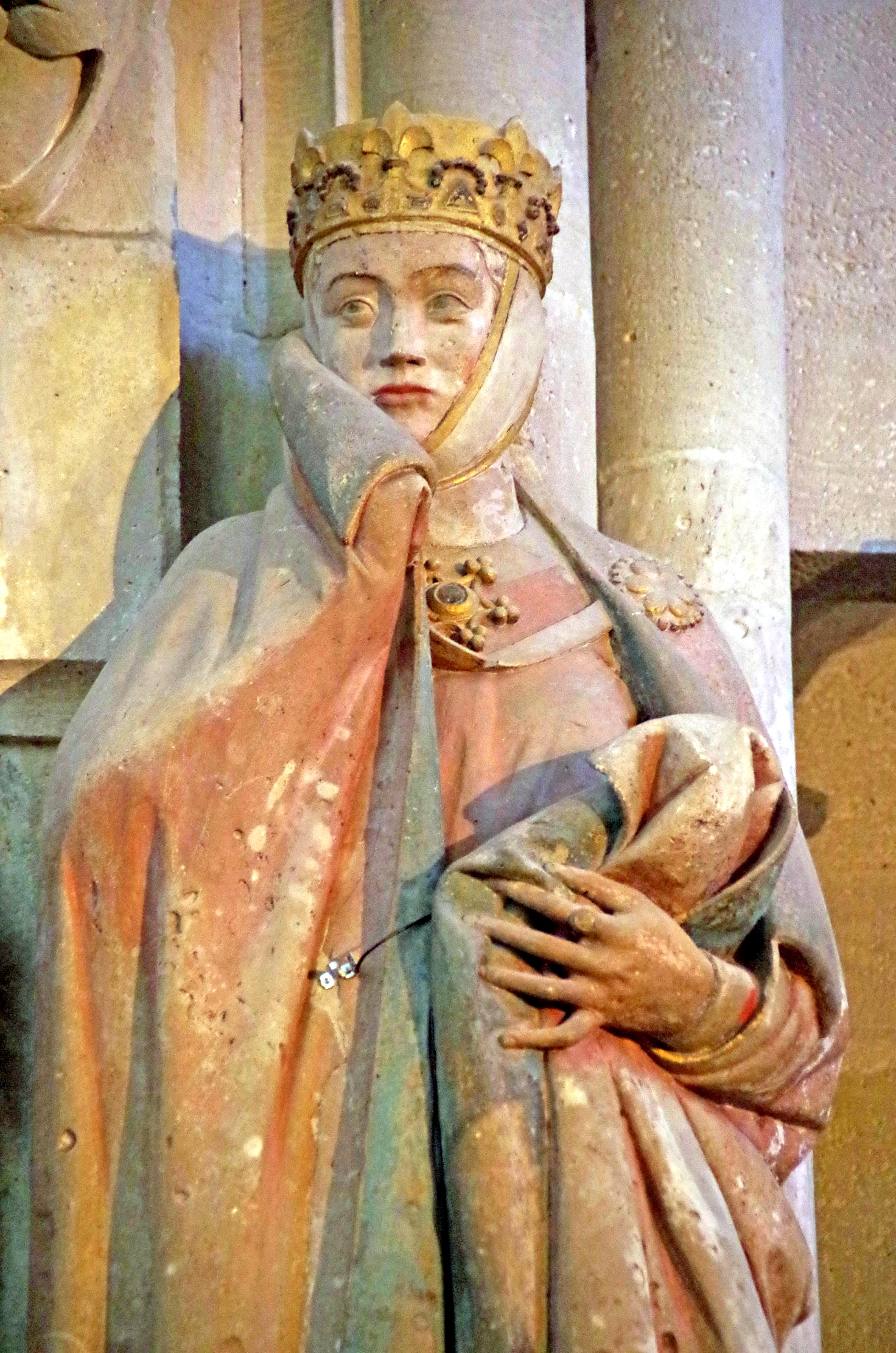
Uta di Ballenstedt, dettaglio

La figura di Regelinda (Reglindis) potrebbe essere stata ispirata dalla descrizione di Isotta nel Tristano di Gottfried von Straßburg. Come Isotta, anche Regelinda incarna l'ideale cortese della femminilità, e le dettagliate descrizioni dell'aspetto di Isotta nel poema potrebbero, con alcune modifiche, applicarsi anche a Regelinda.
Indipendentemente dall'identità del Maestro di Naumburg, è stato discusso il rapporto tra le sculture di Naumburg e la produzione contemporanea in Francia. Wilhelm von Bode negò l'influenza francese sulle sculture della cattedrale di Naumburg, sostenendo che le opere rientravano esclusivamente nella tradizione sassone.
Nel 1886, Franz von Reber, nella sua Storia dell'arte nel Medioevo, propose una controtesi a quella di Bode. Egli indicò esplicitamente lo sviluppo stilistico francese come prerequisito per le sculture di Naumburg, affermando che il Maestro di Naumburg vedeva e sentiva certamente tedesco, ma che il design naturalistico delle sculture doveva essere ricondotto al modello francese.
Questa opinione era condivisa anche da Wilhelm Lübke nel 1890, il quale considerava le figure dei donatori di Naumburg come un progresso verso una maggiore verità naturale, avviato dai modelli francesi.
Nel 1890, Georg Dehio intraprese la ricerca di modelli francesi concreti per le sculture nelle cattedrali del Reich tedesco, cosa che von Reber e Lübke avevano ipotizzato come prerequisito, ma che non era ancora stata dimostrata in sculture specifiche. Egli indicò il gruppo della Visitazione di Reims come modello per le figure di Bamberga, suggerendo che anche la scultura sassone-turingia dovesse essere oggetto di studio scientifico sulla base di suggerimenti francesi.
Nel 1892, August Schmarsow pubblicò la prima monografia completa sulla scultura di Naumburg, nella quale parlò anche del modello francese, ma poi descrisse le figure come "frutti locali" che avevano superato il modello francese. Secondo Schmarsow, bisogna fare una distinzione tra l'appropriazione dell'architettura francese e l'appropriazione della scultura francese in Germania: mentre la qualità dell'architettura del coro occidentale di Naumburg si riflette nel grado di appropriazione riuscita del modello francese, il valore della scultura risiede proprio nel fatto che è rimasta intatta dai modelli francesi.

## Fortuna critica
Il ciclo dei donatori della cattedrale di Naumburg fu riscoperto in epoca romantica, quando l'interesse per il Medioevo come epoca di idealità estetica e spirituale portò a una rivalutazione della scultura gotica. In questo contesto, le statue vennero celebrate non solo per la loro qualità artistica, ma anche come simboli identitari della cultura tedesca.
Particolare rilievo ha assunto la figura di Uta di Ballenstedt, la cui immagine è diventata una vera e propria icona della bellezza idealizzata del Medioevo germanico. A partire dalla fine dell'Ottocento, la statua è apparsa in manuali scolastici, libri d'arte e materiali educativi, diventando emblematica dell'identità nazionale tedesca e alimentando letture ideologiche, in particolare durante il periodo nazionalsocialista.
Nel secondo dopoguerra la critica si è progressivamente allontanata da queste letture ideologiche, approfondendo invece gli aspetti storici, stilistici e simbolici dell'intero ciclo. Gli studi condotti in preparazione della grande mostra Der Naumburger Meister. Bildhauer und Architekt im Europa der Kathedralen (Naumburg, 2011) hanno rappresentato un punto di svolta per la fortuna critica del Maestro di Naumburg e del suo programma scultoreo, confermandolo come uno dei vertici assoluti dell'arte gotica europea.
Oggi il ciclo è oggetto di studi interdisciplinari che coinvolgono storia dell'arte, archeologia dell'architettura, teologia e scienze della conservazione, a riprova della sua rilevanza non solo artistica, ma anche storica e culturale nel contesto europeo del XIII secolo.